# Kožince
Kožince (en serbe cyrillique : Кожинце) est un village de Serbie situé dans la municipalité de Prokuplje, district de Toplica. Au recensement de 2011, il comptait 62 habitants.

## Démographie
| 1948 | 1953 | 1961 | 1971 | 1981 | 1991 | 2002 | 2011 |
| ---- | ---- | ---- | ---- | ---- | ---- | ---- | ---- |
| 574  | 558  | 472  | 352  | 243  | 130  | 105  | 62   |

|  |